# Sergueï Sergueïevitch Oldenbourg
Sergueï Sergueïevitch Oldenbourg (en russe : Сергей Сергеевич Ольденбург ; né en 1888 et mort en 1940 à Paris) est un journaliste et professeur d'histoire russe. Fils de l'orientaliste Sergueï Oldenbourg (1863-1934), il est le père de la femme de lettres Zoé Oldenbourg (1916-2002).

## Biographie
La famille de Sergueï Oldenbourg descend d'un aristocrate du Mecklembourg, Friedrich Gustav von Oldenburg, qui s'est mis au service de l'Armée impériale russe au XVIIIe siècle. Il est le fils du professeur et futur académicien, Sergueï Fiodorovitch Oldenbourg, et de son épouse, née Alexandra Pavlovna Timofeïeva, qui meurt en 1891, alors qu'il n'a que trois ans.
Il poursuit ses études à la faculté de droit de l'université de Moscou et entre ensuite au ministère des Finances. Contrairement à son père, membre du parti constitutionnel démocrate, il a des idées plus conservatrices. Il est proche de l'Union du 17 octobre et admire les idées du Premier ministre Stolypine. Il épouse Ada Dmitrievna Starynkevitch (1892-1946), professeur de mathématiques. Après la Révolution d'Octobre, il s'enfuit avec sa famille en Crimée encore sous le contrôle des Blancs. Il ne peut être évacué à l'automne 1920 avec les soldats de l'armée du général Wrangel, lorsque les troupes de l'Armée rouge encerclent Sébastopol, car il souffre du typhus. Après sa guérison, il parvient à retourner à Pétrograd où il retrouve son père. Ce dernier lui procure les relations nécessaires pour obtenir en 1925 des papiers lui permettant d'émigrer en Finlande toute proche. De Finlande, la famille de cinq enfants embarque pour la France et s'installe à Paris. Parmi ses enfants, Zoé (née en 1916), s'orientera vers l'écriture après la Seconde Guerre mondiale.
Oldenbourg est proche des idées de Pierre Struve (1870-1944) cofondateur de La Pensée russe et d'autres publications de l'émigration russe en Occident. Lui-même contribue à ces publications en livrant des articles à caractère historique. Au début de la « Drôle de guerre », il adopte un point de vue résolument anti-allemand dans une optique de renaissance patriotique partagée par une certaine droite anti-bolchévique et anti-allemande, l'URSS et le Troisième Reich étant liés par le pacte Molotov-Ribbentrop. Malgré la pauvreté matérielle de leur condition, les enfants de la famille Oldenbourg parviennent à poursuivre des études, mais Sergueï Oldenbourg meurt au début de l'Occupation allemande, sans avoir vu heureusement le retournement de l'Allemagne contre l'URSS en juin 1941.

## Publications
Les monarchistes russes de l'émigration lui commandent une histoire du Règne de l'empereur Nicolas II dont le premier volume paraît en russe en 1939 à Belgrade et le second de manière posthume en 1949 à Munich. L'ouvrage se veut une défense, parfois apologétique, du régime de Nicolas II, notamment sur le plan économique. Il s'appuie sur des documents - en particulier issus du gouvernement provisoire - qui ont pu passer ou être conservés en émigration. L'ouvrage d'Oldenbourg est édité pour la première fois en Russie après l'écroulement de l'URSS en 1991, et constamment réédité depuis.
- Articles dans La Pensée russe, Vozrojdenié (Renaissance), Rossiia, etc.

## Source
- (ru) Cet article est partiellement ou en totalité issu de l’article de Wikipédia en russe intitulé « Ольденбург, Сергей Сергеевич » (voir la liste des auteurs).